# Птахи (сингл)
Птахи — пісня українського рок-гурту FRANCO, випущена як перший сингл з їхнього дебютного альбому Тунелі. Цифровий реліз відбувся 3 листопада 2016 року.

## Основні факти
«Сама пісня була написана ще 4 роки тому, але завжди чекала свого правильного аранжування, і нарешті дочекалась — пісня вийшла у східній манері зі струнними. У „Птахах“ розповідається про почуття самотності та гірке усвідомлення відсутності справжніх друзів» — говорять FRANCO.
Сингл було представлено на популярних музичних стрімінгових сервісах 3 листопада. Також до трек-листа потрапили дві бонусні пісні з лайв-версії FRANCO 17 липня 2016 року на студії Soundplant.
Пісня потрапила у список «300 нових пісень українською мовою», який було сформовано на початку листопада інтернет-виданням «Karabas Live». Список було опубліковано напередодні 8 листопада — дня, коли набрав чинності закон про квоти на українську музику на радіостанціях.

## Композиції
Автор музики і слів — Валентин Федишен. 
| #     | Назва             | Тривалість |
| ----- | ----------------- | ---------- |
| 1.    | «Птахи»           | 3:45       |
| 2.    | «До-мінор (live)» | 4:24       |
| 3.    | «Меркурій (live)» | 3:59       |
| 12:08 |                   |            |